# Финале Купа сајамских градова 1960.
Финале Купа сајамских градова 1960. је била фудбалска утакмица асоцијације која се играла у две утакмице. У овом двомечу су се састали Барселона из Шпаније и Бирмингем из Енглеске. Прва утакмица је одиграна на Сент Ендрјусу у Бирмингему 29. марта 1960, а реванш 4. маја на Камп Ноу у Барселони. Било је то финале другог издања Купа сајамских градова, позивног такмичења отвореног за тимове који представљају градове домаћине индустријских сајмова. Бирмингем је био први енглески клуб који се појавио у европском финалу. Барселона је победила лондонски XI у инаугурационом финалу 1958. године, али јој је била потребна реприза да би елиминисала Бирмингем у полуфиналу.
Сваки клуб је морао да прође кроз три кола да би стигао до финала. Сусрети су били дизајнирани за две утакмице, по једна утакмица на домаћем терену сваког тима. Барселона је победила у свакој од три претходне утакмице са најмање два гола, а у полуфиналу је победила италијански Интер из Милана са осам голова према два. Напредак Бирмингема у финале био је мање изражен, али су ипак победили у сва три меча код куће и нису изгубили у гостима. Укупна победа од 8–4 над белгијским клубом Унион Сен Жил представљала је њихову највећу победничку предност.
У првој утакмици финала, одиграној по ужасном лошем времену пред публиком од 40.524 на Сент Ендрјусу, Бирмингем је показао добру одбрамбену представу и одржао Барселону до ремија без голова. У реваншу, коју је пратило 70.000 гледалаца, Барселона је водила са 2:0 након само шест минута головима Еулогија Мартинеза и Золтана Цибора. Цибор је поново постигао гол, а Луис Кол додао је четврти пре него што је Харија Хупера касно постигао утешни гол за коначних 4–1. Тако је Барселона освојила трофеј за друго узастопно такмичење.

## Пут ди финала

### Барселона
| Коло         | Противник  | 1. ута. | 2. ута. | Скор |
| ------------ | ---------- | ------- | ------- | ---- |
| Прво         | Базел XI   | 2–1 (г) | 5–2 (д) | 7–3  |
| Четвртфинале | Интер      | 4–0 (д) | 4–2 (г) | 8–2  |
| Полуфинале   | Београд XI | 1–1 (г) | 3–1 (д) | 4–2  |

### Бирмингем
| Коло         | Противник     | 1. ута. | 2. ута. | Скор |
| ------------ | ------------- | ------- | ------- | ---- |
| Прво         | Келн XI       | 2–2 (г) | 2–0 (д) | 4–2  |
| Четвртфинале | Загреб XI     | 1–0 (д) | 3–3 (г) | 4–3  |
| Полуфинале   | Унион Сен Жил | 4–2 (г) | 4–2 (д) | 8–4  |

## Утакмице

### Прва утакмица

#### Детаљи
| Бирмингем Сити | 0–0   | Барселона |
| -------------- | ----- | --------- |
|                | [ 7 ] |           |

| Бирминген Сити | Барселона |

| GK        | 1  | Џони Скофилд    |
| RB        | 2  | Брајан Фармер   |
| LB        | 3  | Џорџ Ален       |
| RH        | 4  | Џони Ватс       |
| CH        | 5  | Тревор Смит (c) |
| LH        | 6  | Дил Нил         |
| OR        | 7  | Гордон Астал    |
| IR        | 8  | Џони Гордон     |
| CF        | 9  | Дон Вестон      |
| IL        | 10 | Брајан Орит     |
| OL        | 11 | Хари Хупер      |
| Менаџер:  |    |                 |
| Пат Безли |    |                 |

| GK           | 1  | Антони Рамаљетс            |
| RB           | 2  | Феран Оливеља              |
| CB           | 3  | Сигфрид Грасија            |
| CB           | 4  | Џоан Сегара (c)            |
| LB           | 5  | Франциско Родригез Гарсија |
| MF           | 6  | Енрик Генсана              |
| MF           | 7  | Љуис Кољ                   |
| MF           | 8  | Шандор Кочиш               |
| FW           | 9  | Еулохио Мартинез           |
| FW           | 10 | Енрик Рибељес              |
| FW           | 11 | Рамон Алберто Виљаверде    |
| Менаџер:     |    |                            |
| Еленио Ерера |    |                            |

### Друга утакмица

#### Детаљи
| Барселона                             | 4–1   | Бирмингем Сити |
| ------------------------------------- | ----- | -------------- |
| Мартинез 3’ · Цибор 6’, 48’ · Кол 78’ | [ 7 ] | Хупер 82’      |

| Барселона | Бирминген Сити |

| GK\|GK       | 1  | Антони Рамаљетс            |
| RB           | 2  | Феран Оливеља              |
| CB           | 3  | Сигфрид Грасија            |
| CB           | 4  | Марти Вергес               |
| LB           | 5  | Франциско Родригез Гарсија |
| MF           | 6  | Џоан Сегара (c)            |
| MF           | 7  | Љуис Кољ                   |
| MF           | 8  | Енрик Рибељес              |
| FW           | 9  | Еулохио Мартинез           |
| FW           | 10 | Ласло Кубала               |
| FW           | 11 | Золтан Цибор               |
| Менаџер:     |    |                            |
| Енрик Рабаса |    |                            |

| GK\|GK    | 1  | Џони Скофилд    |
| RB        | 2  | Брајан Фармер   |
| LB        | 3  | Џорџ Ален       |
| RH        | 4  | Џони Ватс       |
| CH        | 5  | Тревор Смит (c) |
| LH        | 6  | Дик Нил         |
| OR        | 7  | Гордон Астал    |
| IR        | 8  | Џони Гордон     |
| CF        | 9  | Дон Вестон      |
| IL        | 10 | Питер Мурфи     |
| OL        | 11 | Хари Хупер      |
| Менаџер:  |    |                 |
| Пат Безли |    |                 |